# 이재철 (1923년)
이재철(李在澈, 1923년 1월 9일~1999년 12월 17일)은 대한민국의 공무원, 대학교수이다.
일본 교토제국대학 재학 중 학병으로 중국 전선에 투입되자 광복군으로 활동했다.
1948년 외무부에 들어가 1949년 외무부 조약국에 근무하였다. 1949부터 1962년까지 영남대학교, 경북대학교 등에서 교수를 지냈다. 1963년부터 감사원 감사위원으로 재직하던 중 1967년 과학기술처 초대 차관으로 임명되었다. 1971년에는 교통부 차관으로 임명되었으며, 차관 퇴임 후에는 인하대학교 총장, 국민대학교 교수 및 총장, 중앙대학교 총장 등을 지냈다.
한편, 인하대학교 총장으로 재직 중이던 1977년 인하대학교 야구부 창단식(3월 9일)에서 인하대학교 야구부가 첫 졸업생을 배출하는 4년 뒤인 1981년 이들을 주축으로 대한항공이 실업야구팀을 발족한다는 대한항공으로부터의 확약을 받았으나  1981년 말 프로야구 출범으로 좌절됐다.

## 학력
- 1942년: 일본 제7고등학교[2]
- 1944년~1945년: 일본 교토제국대학 법학부 수료[2]
- 1948년: 서울대학교 법과대학 법학과 학사[2]
- 1956년: 대한민국 국방대학교 행정학사 1기
- 1968년: 영남대학교 대학원 법학 석사
- 1973년: 영남대학교 대학원 법학 박사[2]

## 경력
- 1948년: 외무부 입부
- 1949년: 외무부 조약국 근무[2]
- 1949년~1962년: 영남대·경북대·서울대·동국대 교수[2]
- 1963년~1967년: 감사원 감사위원[2]
- 1967년~1971년: 과학기술처 차관[2]
- 1971년~1976년: 교통부 차관[2]
- 1976년~1981년: 인하대학교 총장[2]
- 1981년: 미국 하와이대 동서문화센터 연구원[2]
- 1982년 11월: 국민대학교 법학과 교수 (담당과목: 민법)[2]
- 1982년 11월~1984년 7월: 국민대학교 제2대 총장[2]
- 1982년 11월~1984년 9월: 학교법인 국민학원 이사[2]
- 1987년~1989년: 중앙대학교 총장[2]
- 1990년~1996년: 한국해양연구소 이사장[2]

## 수상
- 1970년: 황조근정 훈장[2]
- 1980년: 국민훈장 모란장[2]

## 가족
- 배우자: 김순조[5]
- 자녀: 3남 1녀(이상진, 이상현, 이상영, 이명희)[5]